# Antonina Skorobogatczenko
Antonina Witaljewna Skorobogatczenko (ros. Антонина Витальевна Скоробогатченко; ur. 14 lutego 1999 r. w Wołgogradzie) – rosyjska piłkarka ręczna, reprezentantka kraju, zawodniczka Kubania Krasnodar, występująca na pozycji prawej rozgrywającej.
W sierpniu 2017 roku otrzymała pozytywny wynik testu antydopingowego na mistrzostwach Europy U-19. W jej organizmie wykryto zakazany od 1 stycznia 2016 roku związek meldonium. Europejska Federacja Piłki Ręcznej zawiesiła zawodniczkę w tych zawodach.

## Sukcesy reprezentacyjne
- Mistrzostwa Europy:
  -  2018
- Mistrzostwa świata U-20:
  -  2016
- Mistrzostwa świata U-18:
  -  2016
- Mistrzostwa Europy U-17:
  -  2013

## Sukcesy klubowe
- Puchar Rosji:
  -  2017-2018 (Kubań Krasnodar)
- Superpuchar Rosji:
  -  2018 (Kubań Krasnodar)

## Nagrody indywidualne
- Najlepsza prawa rozgrywająca Mistrzostw Europy U-17 2015
- Najlepsza prawa rozgrywająca Mistrzostw Świata U-20 2016
- Najlepsza prawa rozgrywająca Mistrzostw Świata U-18 2016